# 万宝乡
万宝乡，是中华人民共和国吉林省白城市洮南市下辖的一个乡镇级行政单位。

## 行政区划
万宝乡下辖以下地区：
新民村、团结村、马鞍村、复盛村、复茂村、民主村、三义村、东立村、三立村和四立村。